# Parque nacional Cabo Polonio

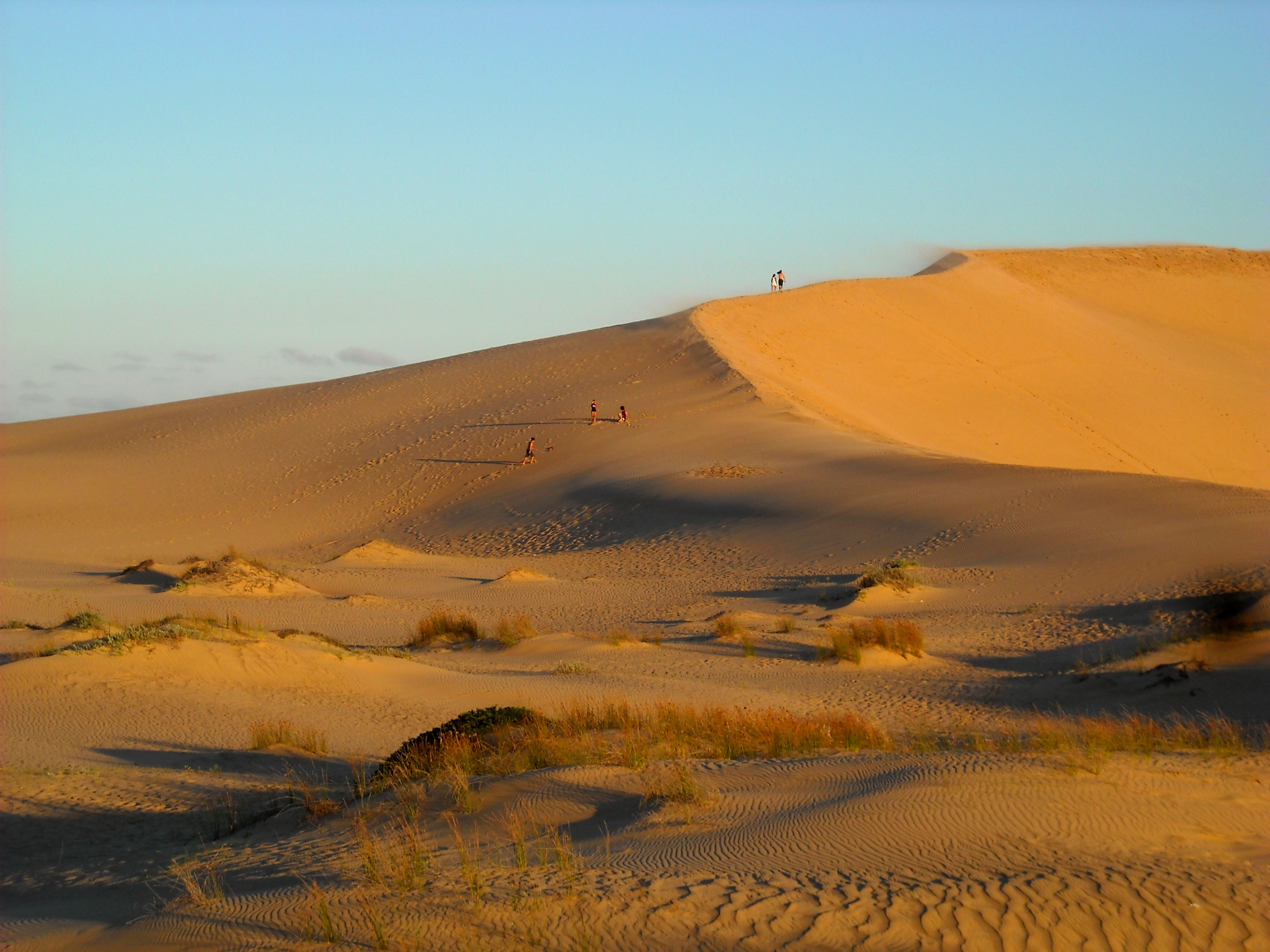
Parque Nacional Cabo Polonio

El Parque Nacional Cabo Polonio es un área protegida de Uruguay, que desde 2009 integra el Sistema Nacional de Áreas protegidas de Uruguay. El parque está formado por una porción de costa, un sector oceánico y las islas que se encuentran dentro de este último, totalizando 25820 hectáreas. Dentro del parque se ubica la localidad de Cabo Polonio. El parque forma además parte de la Reserva de Biosfera Bañados del Este, que fuera incorporada a la red de reservas del Programa el Hombre y la Biosfera (MaB) de UNESCO en 1976, y del Sitio Ramsar designado el 22 de
mayo de 1984.

## Ubicación
El parque se encuentra situado en la costa atlántica del departamento de Rocha, en la zona sureste de Uruguay. Su principal acceso se realiza a la altura de kilómetro 3314,500 de la Ruta nacional N.º 10.

## Delimitación
El parque comprende un sistema costero el cual incluye ecosistemas terrestres, insulares y marinos. La superficie total del mismo abarca 25 820 hectáreas, de las cuales 4653 ha corresponden a ecosistemas terrestres, 21 151 ha a aguas del océano Atlántico (faja de 5 millas náuticas) y 16 há corresponden a islas comprendidas en las aguas anteriormente mencionadas.
El territorio terrestre está integrado tanto por padrones privados como del Estado, siendo estos últimos administrados por el Ministerio de Ganadería, Agricultura y Pesca y el Ministerio de Defensa Nacional. Sus límites son: al oeste, la ruta nacional N° 10; al norte, el Arroyo Valizas; al este, el Océano Atlántico, y al sur, el límite sur del padrón N.º 1577.
Para la delimitación del área marina se tomó como base la línea de ribera estableciéndose 5 millas náuticas desde la costa, incluyendo las islas Rasa, Encantada, Islote, del Marco y Seca.

## Historia
El primer antecedente en cuanto a protección de esta área data de año 1966, cuando a través del Decreto 266 del 2 de junio de ese año se declaró de interés nacional la preservación de la región del Cabo Polonio, y otras regiones como las de Aguas Dulces y Laguna de Castillos. En el Artículo 3.º, se declaró además Monumento Natural al sistema de dunas existente entre Cabo Polonio y Punta del Diablo.
Posteriormente en 1996 a través del Decreto 447 del 20 de noviembre de ese año, las islas oceánicas ubicadas frente a las costas de Cabo Polonio fueron declaradas junto con otras islas del Río de la Plata, como Parque Nacional de Islas Costeras.
Diez años más tarde, el 27 de junio de 2006, se presentó ante la Comisión Nacional Asesora de Áreas Protegidas una propuesta de ingreso al SNAP. La propuesta fue elaborada conjuntamente por el Ministerio de Vivienda, Ordenamiento Territorial y Medio Ambiente (MVOTMA), el Ministerio de Ganadería, Agricultura y Pesca (MGAP), el Ministerio de Turismo y Deporte (MINTURD) y la Intendencia Municipal de Rocha (IMR). La misma fue puesta de manifiesto público el 4 de agosto de 2006.
En agosto y noviembre de 2007 fueron realizadas dos audiencias públicas dónde la propuesta fue presentada in situ y se recogieron inquietudes y opiniones de los actores locales. Durante estas etapas fueron recibidos diferentes aportes de distintos actores y grupos de interés vinculados al área.
Este proceso finalizó el 20 de julio de 2009 con el Decreto 337/009, dónde se aprueba la selección y delimitación del área natural protegida Cabo Polonio, y su ingreso al Sistema Nacional de Áreas Protegidas (SNAP) bajo la categoría de Parque Nacional.

## Características

### Topografía
El área presenta un relieve que varía entre los 10 y 60 metros. Las zonas más altas corresponden a lomadas suaves con cárcavas activas, formadas por depósitos marinos y que corresponden a las Lomas de Narváez. La altura máxima corresponde a los 60 metros en el Cerro de la Buena Vista.

### Clima
El clima de la región es subtropical húmedo con características marítimas, presenta variaciones estacionales de temperatura bien marcadas, así como riesgo de sequía prolongado. Entre julio y agosto se registran las temperaturas mínimas y las máximas en enero. Las precipitaciones son más abundantes durante el invierno, con un promedio anual de 1277 mm; la temperatura media anual es de 16,4 °C.

### Unidades ambientales y ecosistemas
El territorio que conforma el parque nacional se destaca por presentar una gran heterogeneidad de ambientes naturales, esto se debe a que se trata de una zona marino-costera, la cual presenta una importante influencia tanto del sistema marino como del terrestre; además de incluir, ecosistemas asociados a planicies de inundación de la laguna de Castillos (lacustre) y del arroyo Valizas (fluvial).
Dentro del parque se diferencian seis unidades ambientales con características geomorfológicas y biológicas bien marcadas:
- Lomadas costeras: forma parte de las denominadas Lomadas de Narváez. Presenta ecosistemas de bosque nativo costero y pradera nativa costera, asociados a suelos arenosos. Allí se encuentran especies arbóreas como coronilla Scutia buxifolia, aruera Lithraea brasiliensis, molle Schinus longifolius, Myrrhinium atropurureum, Blepharocalyx salicifolius, Rollinia marítima; arbustos como Cordia curassavica, espina de la cruz Colletia paradoxa, envira Daphnopsis racemosa, chirca de monte o candela Dodonea viscosa.
- Planicies asociadas al sistema laguna de Castillos - arroyo Valizas: corresponde al sistema de transición entre las planicies de la laguna de Castillos y arroyo Valizas y el sistema dunar. Está formado por ecosistemas de bañados de turbera, praderas inundables, zonas de migración reciente del arroyo Valizas y meandros abandonados. Allí se hallan formaciones vegetales compuestas por paja (Scirpus giganteus), junco (Juncus acutus) y cardilla (Eryngium pandanifolium); especies hidrófilas como los son Sapium glandulosum y musgo del género Sphagnum; así como también pajonales de Paspalum quadrifarium y caraguatales de Eryngium pandanifolium. Es ambiente de una gran variedad de aves, así como de mamíferos como nutria (Myocastor coypus) y carpincho (Hydrochoerus hydrochaeris) y además es hábitat de la tortuga de canaleta (Acanthochelys spixii) y del apereá de dorso oscuro (Cavia magna).
- Sistema de transición: corresponde a la zona donde confluyen los efectos tanto del sistema oceánico, cómo del sistema terrestre (a través del viento). Los ecosistemas allí presentes son playas arenosas, puntas rocosas y las dunas frontales. Las playas presentan poca o nula vegetación, la fauna está compuesta por una cambiante variedad de invertebrados, la cual sustenta diferentes especies de aves costeras como el grupo de los playeros y chorlitos. Las puntas rocosas supralitorales son zonas de descanso y alimentación para aves costeras y mamíferos como el león marino (Otaria flavescens) y el lobo marino (Arctocephalus australis). Por último, la zona de cordón dunar está formado por las dunas que se ubican de manera continua, en dirección paralela a la línea de costa. En su vegetación se destaca el pasto dibujante (Panicum racemosum), redondita de agua (Hydrocotyle bonariensis), senecio de flores amarillas (Senecio crassiflorus), Acicarpha obtusisepala y Phyla reptans.
- Dunas transversales: formado por el sistema de dunas móviles que se ubica de forma transversal respecto a la línea de costa. Este ambiente presentan una vegetación escasa o nula y una importante entomofauna poco conocida. Entre sus hondonadas existen charcos interdunares permanentes y semipermanentes, formados por afloramientos de la napa freática. Estos son hábitat de especies de anfibios, moluscos y larvas de insectos.
- Tómbolo: incluye el tómbolo propiamente dicho y la antigua isla o domo. Allí se presentan ecosistemas que se encuentran también en otras unidades ambientales, como cordón dunar y depresiones interdunares costeras. El domo presenta granito expuesto. Los sedimentos que se han ido depositando en el domo y en el tómbolo se han fijado con el correr del tiempo por la colonización de gramíneas que han proporcionado sustrato fijo. La vegetación que predomina allí es de bajo porte. La gramínea predominante es el pasto bermuda (Cynodon dactylon), formando un denso tapiz.
- Sistema oceánico-insular: presenta una gran heterogeneidad ambiental, que está dada por las islas, las puntas rocosas y el fondo marino. Allí se diferencian tres subunidades: la zona infralitoral somera, la zona de océano abierto y las islas costeras. La zona infralitoral somera corresponde al área delimitada por la costa y la isóbata de 10 metros, mientras que el ocáno abierto corresponde al área más allá de esta isóbata de 10 metros. Estas dos zonas alberga una fauna de invertebrados muy variada, especies de tiburones como gatuso (Mustelus schmitti), sarda (Carcharias taurus) y el pez martillo (Sphyrna spp.); peces óseos como pescadilla de calada (Cynoscion guatucupa), corvina blanca (Micropogonias furnieri), la burriqueta (Menthicirrus americanus), corvina negra (Pogonias cromis), pejerrey (Odonthestes argentiniensis), y lenguados . De forma transitoria o de manera estable alberga además, especies de tortugas marinas como la tortuga verde (Chelonia mydas), cabezona (Caretta caretta) y siete quillas (Dermochelys coriacea), aves marinas como gaviotines (Sterna hirundo, S. hirundinacea, Thalasseus maxima, T. eurygnatha), gaviota común (Larus dominicanus) y la paloma antártica (Chionis alba); y mamíferos marinos como el león marino (Otaria flavenscens), lobo fino marino (Arctocephalus australis), ballena franca (Eubalaena australis), franciscana (Pontoporia blainvillei) y la tonina (Tursiops truncatus). Por otro lado cuatro de las islas albergan grandes colonias de Otaria flavescens y Arctocephalus australis, prioritarias para la conservación. También son sitio de descanso para los gaviotines Sterna hirundo y Sterna hirundinacea.